# Institut du film de Banja Luka
L'Institut du film de Banja Luka (en serbe cyrillique : Филмски Институт Бања Лука ; en serbe latin : Filmski Institut Banja Luka) est une institution culturelle située à Banja Luka, la capitale de la République serbe de Bosnie, en Bosnie-Herzégovine. Il a comme but de développer la culture cinématographique, notamment dans la république serbe de Bosnie. L'Institut du film de Banja Luka est un des organisateurs du Festival international du film de Banja Luka.